# غذای آهسته
غذای آهسته (به انگلیسی: Slow Food) عنوان جنبشی است که از سال ۱۹۸۶ در اروپا آغاز شده و در مقابل غذای سریع یا همان فست فود قرار گرفته‌است. این نهضت در ایتالیا و در ابتدا برای مقاومت در برابر افتتاح شعبهٔ مک‌دونالد در مقابل پله‌های اسپانیایی ایتالیا شکل‌گرفت. جنبش غذای آهسته سه دهه‌است که در ایتالیا آغاز شده‌است. در واقع هر خصوصیتی که فست فود دارد، غذای آهسته ندارد. جنبش غذای آهسته، فقط مربوط به سلامتی نیست، بلکه یک نوع شیوهٔ زندگی است. چه بخواهید به این شیوهٔ زندگی تن در دهید یا نه، دلایلی وجود دارند که شما را وادار می‌کنند به آهسته غذا خوردن فکر کنید، کاری که بسیار آسان است. در سال ۱۹۸۹ بیانیهٔ بنیان‌گذاری این جنبش جهانی توسط نمایندگان ۱۵ کشور در پاریس امضا شد.
شالودهٔ اصلی چنان برمی‌آید که در راستای ترویج غذاهای محلی و تولید ارائه غذاهای سنتی باشد اما در حقیقت، هدف عمده، مقابله با فست‌فود، جهانی‌شدن و تولید مواد غذایی صنعتی است. در حال‌حاضر بنیاد غذای آهسته در حدود ۱۵۰ کشور جهان گسترش یافته‌است. دفاتر این جنبش در سوئیس (۱۹۹۵)، آلمان (۱۹۹۸)، نیویورک (۲۰۰۰)، فرانسه (۲۰۰۳)، ژاپن (۲۰۰۵) و همین‌طور در انگلستان و شیلی افتتاح‌شده‌است. دفتر مرکزی این نهاد در نزدیکی تورین ایتالیا واقع است.

## کشورهای مختلف

### ایالات متحده
در سال ۲۰۰۸ میلادی بنیاد غذای آهستهٔ آمریکا میزبان بزرگ‌ترین گردهمایی خود تحت عنوان جامعهٔ غذای آهسته از زمان تأسیس این جنبش در سانفرانسیسکو بود.
در سال ۲۰۱۳ اسلوفود در آمریکا نزدیک به ۱۲۰۰۰ عضو داشت. در سال ۲۰۱۱ این سازمان در آمریکا، کوچک‌سازی انجام داد و بخشی از کارکنان خود را بیرون کرد و دستمزد کارکنان باقیمانده را که از پشتیبان‌های ثروتمند تهیه می‌شد کاهش داد. این اتفاق را تا حدی به تورم اقتصادی نسبت می‌دهند اما تا حدی نیز ناشی از اقبال کم این جنبش و از دست دادن شخصیت‌های کلیدی‌اش بوده‌است.
آلیس واترز، اریک شلوسر (Eric Matthew Schlosser) و مایکل پولان از اعضای سرشناس هستند و Richard McCarthy مدیریت اجرایی را بر عهده دارد.

### بریتانیا
اسلوفود بریتانیا در راستای ارتقای آگاهی نسبت به پایداری و عدالت اجتماعی در حوزه غذا و کشاورزی در بریتانیا فعالیت می‌کند.

### استرالیا
جنبش اسلوفود استرالیا هدفش این است که آگاهی جامعه را نسبت به ارزش غذای سالم، پاک و محلی که از مزرعه به بازار می‌رسد افزایش دهد. یک پویش همگام با سبد چشیدنی (Ark of Taste) بی‌المللی به راه افتاده‌است که بعضی از غذاهای استرالیایی را شامل می‌شود از جمله عسل محلی جزیره کانگورو، میوه کاج بویای کویینزلند، سوسیس گراز بومی ویکتوریا، عسل یوکریفیای تاسمانی.

## نگارخانه

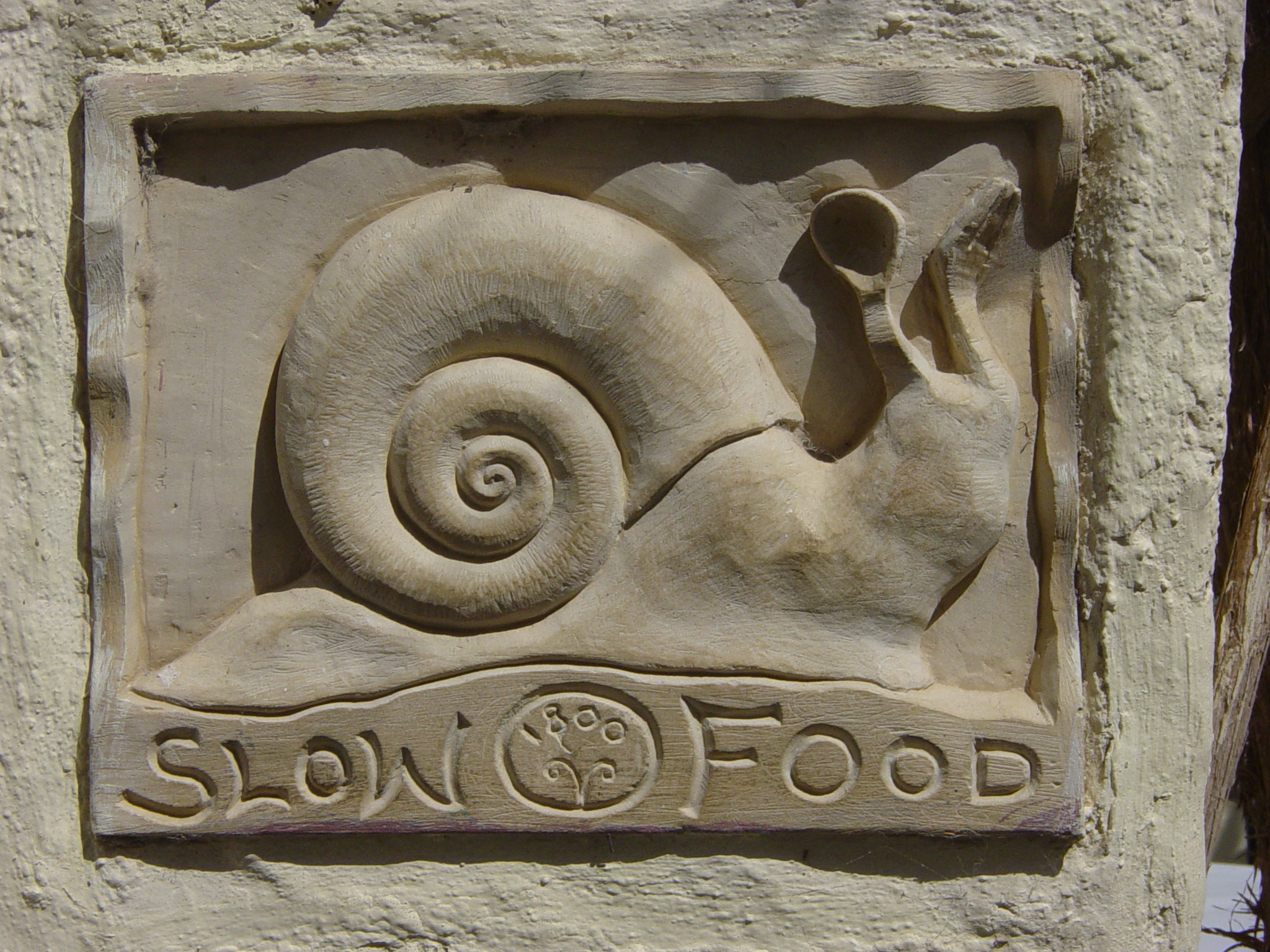
سر در یک رستوران غذای آهسته در سانتورینی
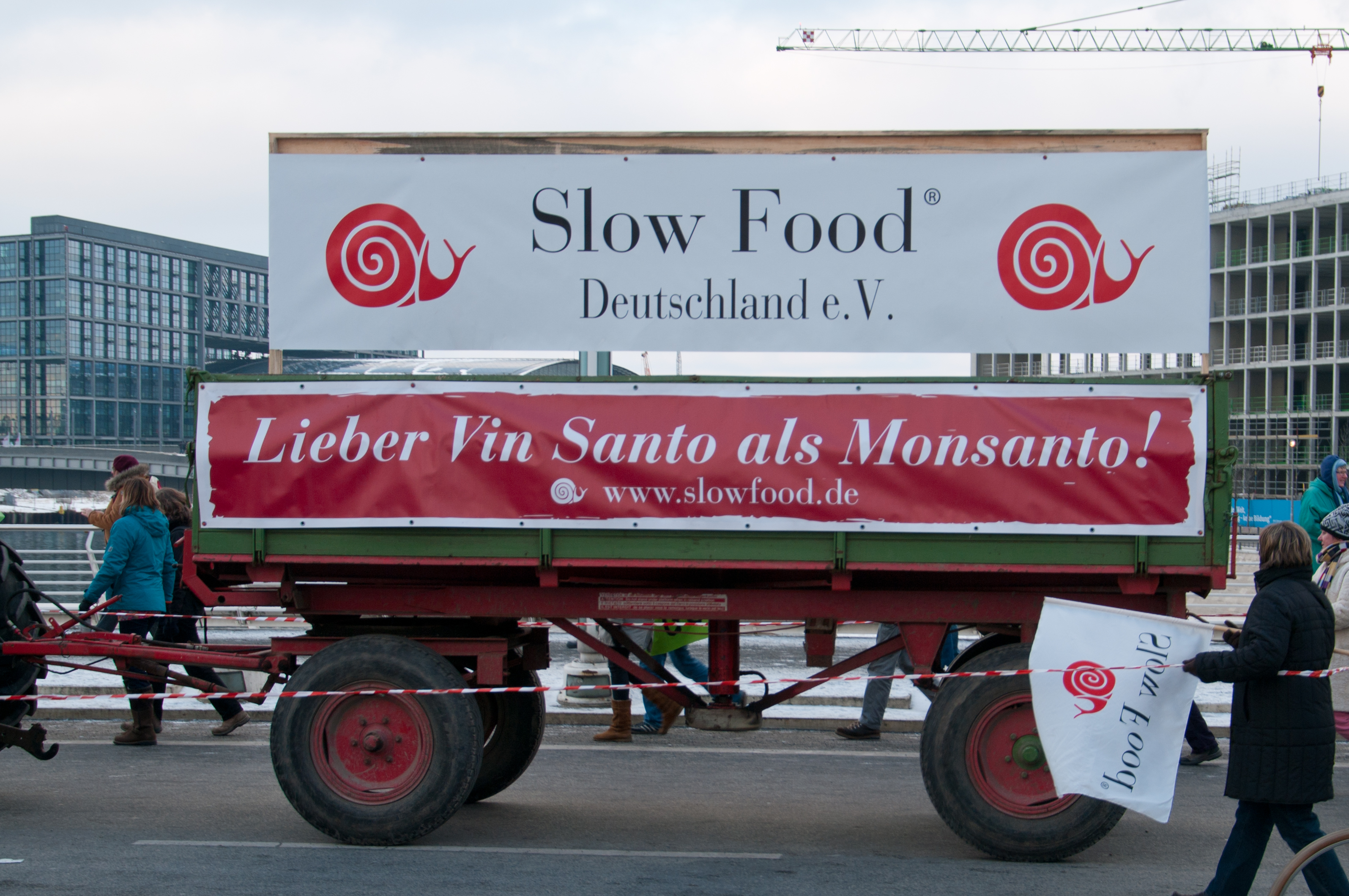
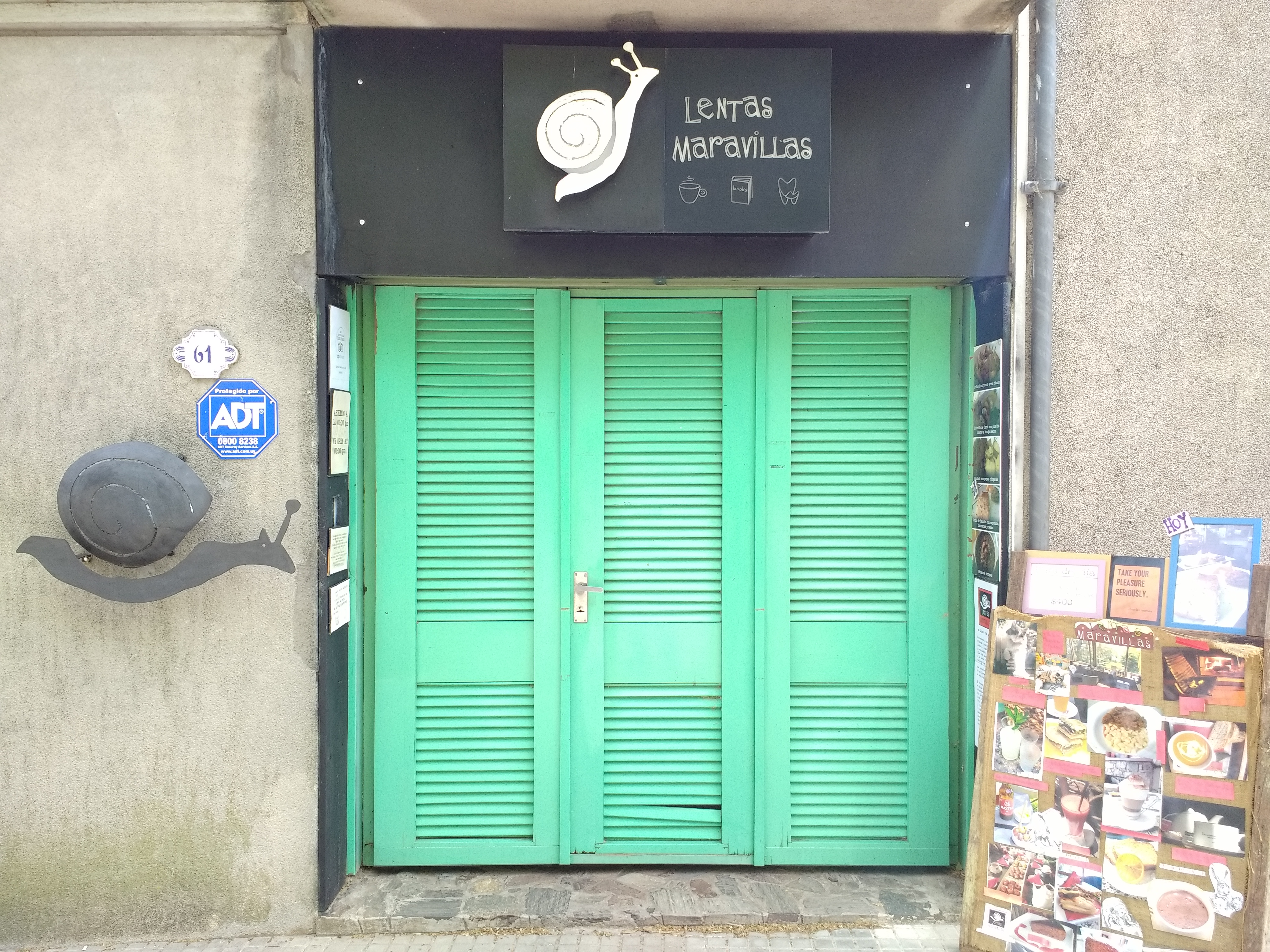
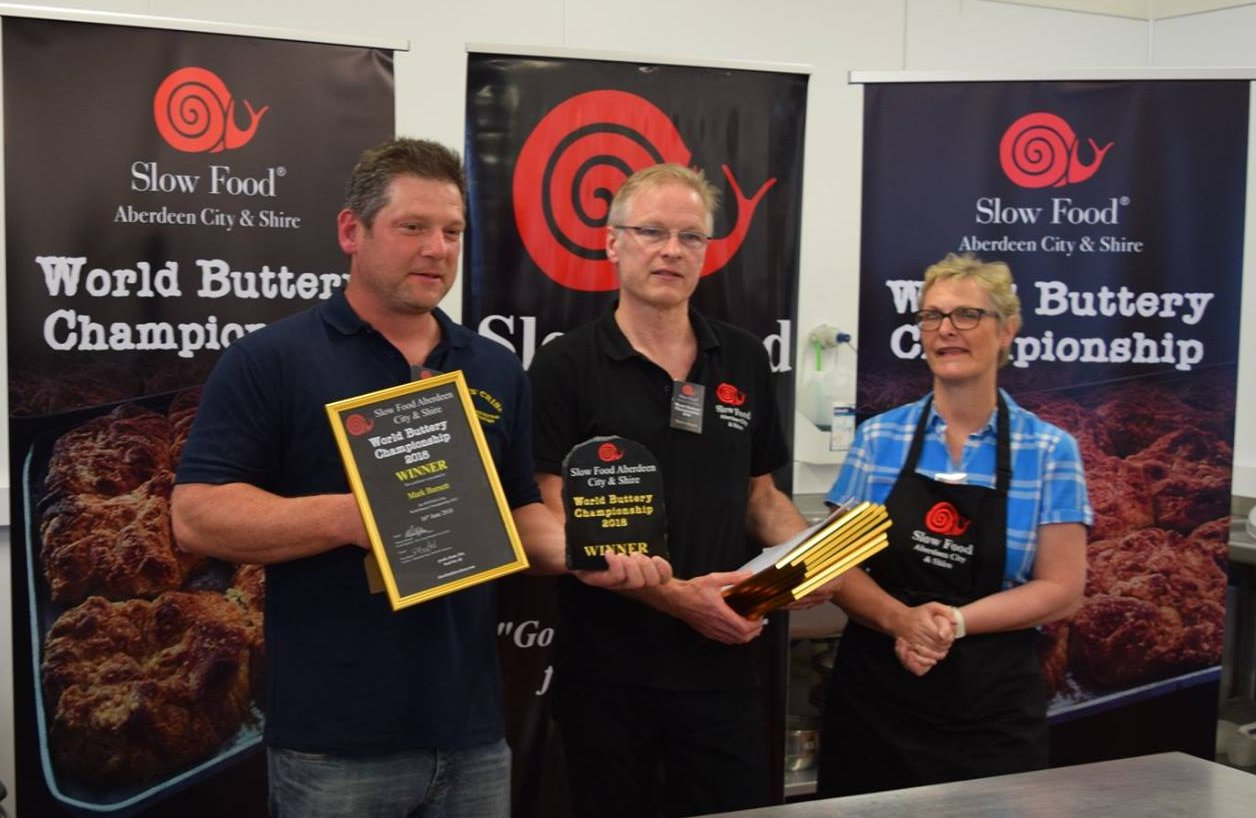
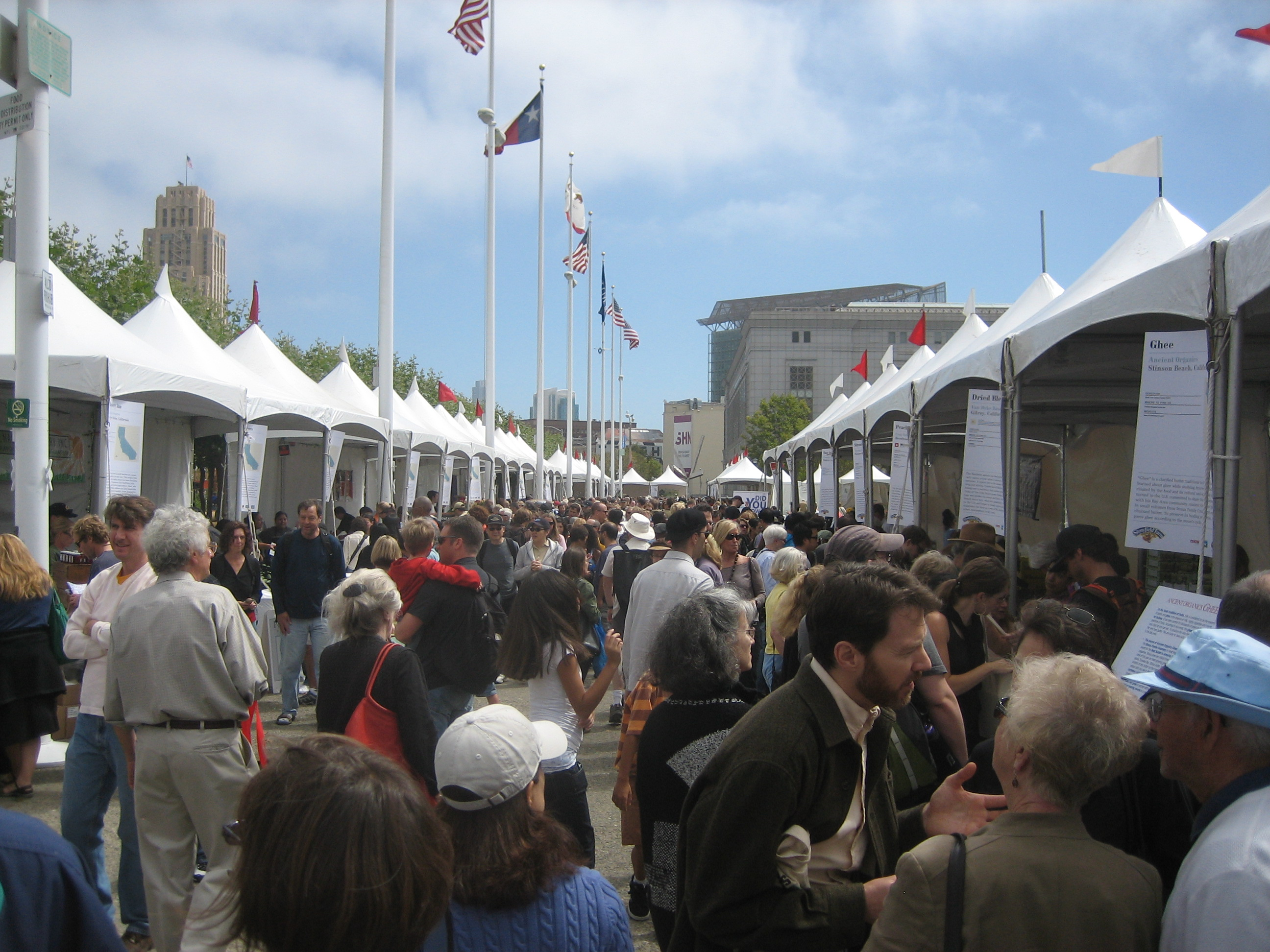